# Кандры
Кандры́ (баш. Ҡандра) — село в Туймазинском районе Республики Башкортостан России. Административный центр Кандринского сельсовета.

## История
Рабочий поселок Кандры возник во время строительства железной дороги, идущей через Кандры – Аминево.
Большое влияние на развитие поселения в XX веке оказала железная дорога, строительство которой началось в 1910 году. Одновременно шло строительство деревянных бараков для рабочих-строителей. В 1930—1931 годы организуется коллективное хозяйство «Ирек» («Свобода»). Правление колхоза находилось в д. Кандры-Аминево, а сама деревня входила в состав Кандринского района. В районе 56 населённых пунктов, объединённых в 17 сельсоветов. Центр района — пристанционное селение Кандры с населением 1845 человек.
В 1952 году в соответствии с Постановлением Президиума Верховного Совета Башкирской АССР от 21.02.1952 года населённый пункт Кандры Кандринского района был отнесён к категории рабочих посёлков, с включением в его черту села Кандры-Аминево и 1955 году Кандринский район был упразднён.
Дальнейшее развитие поселка было активно связано с Кандринским управлением буровых работ, одним из крупных предприятий, осуществлявшим разбуривание крупных месторождений Урало-Волжской нефтегазовой провинции.
До 2005 года село имело статус посёлка городского типа.

## Население
| 1959    | 1970  | 1979  | 1989    | 2002    | 2009    | 2010    |
| ------- | ----- | ----- | ------- | ------- | ------- | ------- |
| 8418    | ↘7597 | ↗8299 | ↗10 785 | ↗12 077 | ↗12 448 | ↘10 885 |
| 2021    |       |       |         |         |         |         |
| ↘10 138 |       |       |         |         |         |         |

Национальный состав
Согласно переписи 2002 года, преобладающие национальности — башкиры (49,3 %), татары (31 %), русские (16,9 %).
Согласно переписи 2020 года, преобладающие национальности — башкиры (44,8 %), татары (37,7 %), русские (14,8 %).

## Географическое положение
Через территорию села проходит железнодорожная магистраль направлением из Москвы в Уфу (Куйбышевская железная дорога).
Расстояние до:
- районного центра (Туймазы): 40 км,
- ближайшей ж/д станции (Кандры): 0 км.

## Религия
В селе есть Соборная мечеть и православный храм Святителя Николая Чудотворца.

## Известные уроженцы
- Зиганшин, Камиль Фарухшинович (род. 15 марта 1950) — писатель, член Союза писателей Республики Башкортостан (1995), Заслуженный работник культуры Республики Башкортостан (2004), Заслуженный работник культуры Российской Федерации (2011)[8][9].
- Киреева Факия Фатхулбаяновна 1915-2015.

## Достопримечательности
- Кандринские посадки сосны — памятник природы республиканского значения. Высажены в начале XX века на землях, непригодных для сельскохозяйственных работ, площадью 11 га. Значительная часть посадок погибла в пожаре через несколько лет после высадки, позже была восстановлена.[10][11].